# المجموعة المدرسية أندريه مالرو
المجموعة المدرسية أندريه مالرو هي واحدة من المؤسسات التعليمية المملوكة للدولة الفرنسية خارج فرنسا، وتقع في حي السويسي بمدينة الرباط في المغرب.

## لمحة تاريخية
أنشئت مجموعة أندريه مالرو المدرسية في عام 1997 كواحدة من ضمن ثماني مدارس دولية مغربية أخرى تُديرها البعثة العلمانية الفرنسية، وقد كانت مدارس المجموعة في البداية موزّعة على موقعين، أحدهما يحوي مباني مدارس التعليم الأساسي والآخر يضم مباني التعليم الثانوي، ولكن تم جمع مدارس المجموعة بعد ذلك في موقع واحد.

## الطلاب ونظام التدريس
تضم المجموعة ما يزيد عن 1800 طالبًا في مختلف مراحل التعليم الإلزامي والثانوي بدءًا من رياض الأطفال وحتى البكالوريا، وتقدّم للدارسين برامج تعليمية متعددة اللغات ومتعددة الثقافات، حيث يدرس الطلاب بثلاث لغات هي الفرنسية والإنجليزية والعربية بدءًا من القسم الأوسط في مرحلة رياض الأطفال، كما يدرس الطلاب باللغة الإسبانية بداية من الصفّ الخامس.